# Прапор Анжуану
Прапор Анжуану був прийнятий в 2012 році. Прапор має червоний колір, і складається з білого півмісяця з чотирма білими зірками.

## Історичні Прапори

Колишній Прапор Анжуану, 1997—2012 роки